# Брюнуст
Брюнуст (норв. brunost, «коричневый сыр»; в Швеции — швед. mesost) — особый сорт сыра, производимый в Норвегии. Имеет светлокоричневый цвет и сладковатый вкус.

## Сорта
В Норвегии было принято кипятить сыворотку для получения «прима» — мягкого, сладкого коричневого сыра. Анне Хов, жена фермера, первая решила добавить сметану в «прим». Её «жирный сыр» продавался лучше прима и масла, и ей принадлежит заслуга спасения долины Гудбраннсдален от обнищания в 1880-е годы.
В Норвегии известно несколько сортов брюнуста. Гюдбрандсдалсуст, что означает «сыр из Гюдбрандсдала», производится в долине Гудбраннсдален в фюльке (губернии) Оппланн. Гюдбрандсдалсуст, производимый в Норвегии, несколько твёрдый, но податливый и легко нарезается сырорезкой. Его нарезают ломтиками и едят с тостами или хрустящими хлебцами. Сыр также придаёт аромат соусам и сладким фондю.
Норвежская компания «Tine» выпускает гюдбрандсдалсуст под маркой «Ski Queen».
Гейтуст (правильно читается яйтуст), считающийся более традиционной версией, означает просто «козий сыр». Он выпускается под маркой Ekte Geitost. При изготовлении последнего частично используется козье молоко. Ekte Geitost похож на гюдбрандсдалсуст, но изготавливается из козьего молока и поэтому имеет более острый вкус. Гейтуст иногда используется для приготовления соуса, часто вместе с ягодами можжевельника. Наличие гейтуста подслащает соус.
Оба сорта брюнуста используются для бутербродов, как с обычным хлебом, так и с хрустящими хлебцами или с традиционными норвежскими лепёшками — лефсе. Иногда брюнуст используется как закуска к лютефиску.
Обычный сыр гюдбрандсдалсуст имеет чистый, немного терпкий и сладковатый вкус, в Норвегии встречается в 10 разновидностях. Региональные сорта отличаются в основном по вкусу в зависимости от количества добавленной карамели. Среди них — низкокалорийный вариант TINE Gudbrandsdal Lett, более светлый сыр Misvær с чистым, сладким вкусом. Heidal — более тёмный вариант сыра с немного терпким, сладким вкусом. Все три варианта имеют характерный вкус козьего сыра, придающий яркий аромат.
Флётемюсуст — вид брюнуста, изготавливаемый только из коровьего молока без добавления козьего.

## Изготовление
Для приготовления брюнуста молоко, сливки и молочную сыворотку кипятят вместе в течение нескольких часов, пока вся вода не испарится. При этом сахар из молока превращается в карамель, что и придаёт сыру его особый цвет и вкус.

## Особенности
Брюнуст обладает высокими горючими свойствами.

## Использование
Брюнуст в основном используется для бутербродов, с хрустящими хлебцами и печеньем. Очень часто он встречается в традиционной норвежской matpakke (буквально «пищевой упаковке») — типичном норвежском ланче: сэндвичи утром упаковывают в коробку, а на работе съедают за не менее типичный 30-минутный обеденный перерыв. Одно из преимуществ брюнуста в этой ситуации состоит в том, что его вкус не меняется при прогреве. Брюнуст также популярен на норвежских вафлях и в качестве ингредиента для приготовления других блюд.